# Gemeenschappelijke Stoombemaling van den Ouden en den Nieuwen Broekpolder onder Naaldwijk
Het waterschap Gemeenschappelijke Stoombemaling van den Ouden en den Nieuwen Broekpolder onder Naaldwijk was een waterschap in de gemeenten Naaldwijk en Wateringen, in de Nederlandse provincie Zuid-Holland.
Het waterschap was verantwoordelijk voor de bemaling en afwatering van de Oude en de Nieuwe Broekpolder.